# مايك بارنت (منافس ألعاب قوى)
مايك بارنت (بالإنجليزية: Mike Barnett)‏ هو منافس ألعاب قوى أمريكي، ولد في 21 مايو 1951.

## وصلات خارجية
- مايك بارنت على موقع أوليمبيديا (الإنجليزية)